# Pont de verre de Zhangjiajie
Pour les articles homonymes, voir Pont de verre (homonymie).
Le pont de verre de Zhangjiajie (en chinois simplifié : 张家界大峡谷玻璃桥) est un pont pédestre à suspension construit dans le Wulingyuan à Zhangjiajie, en Chine.
Construit comme une attraction touristique, il est à fond transparent. Il franchit une gorge du parc forestier national de Zhangjiajie.

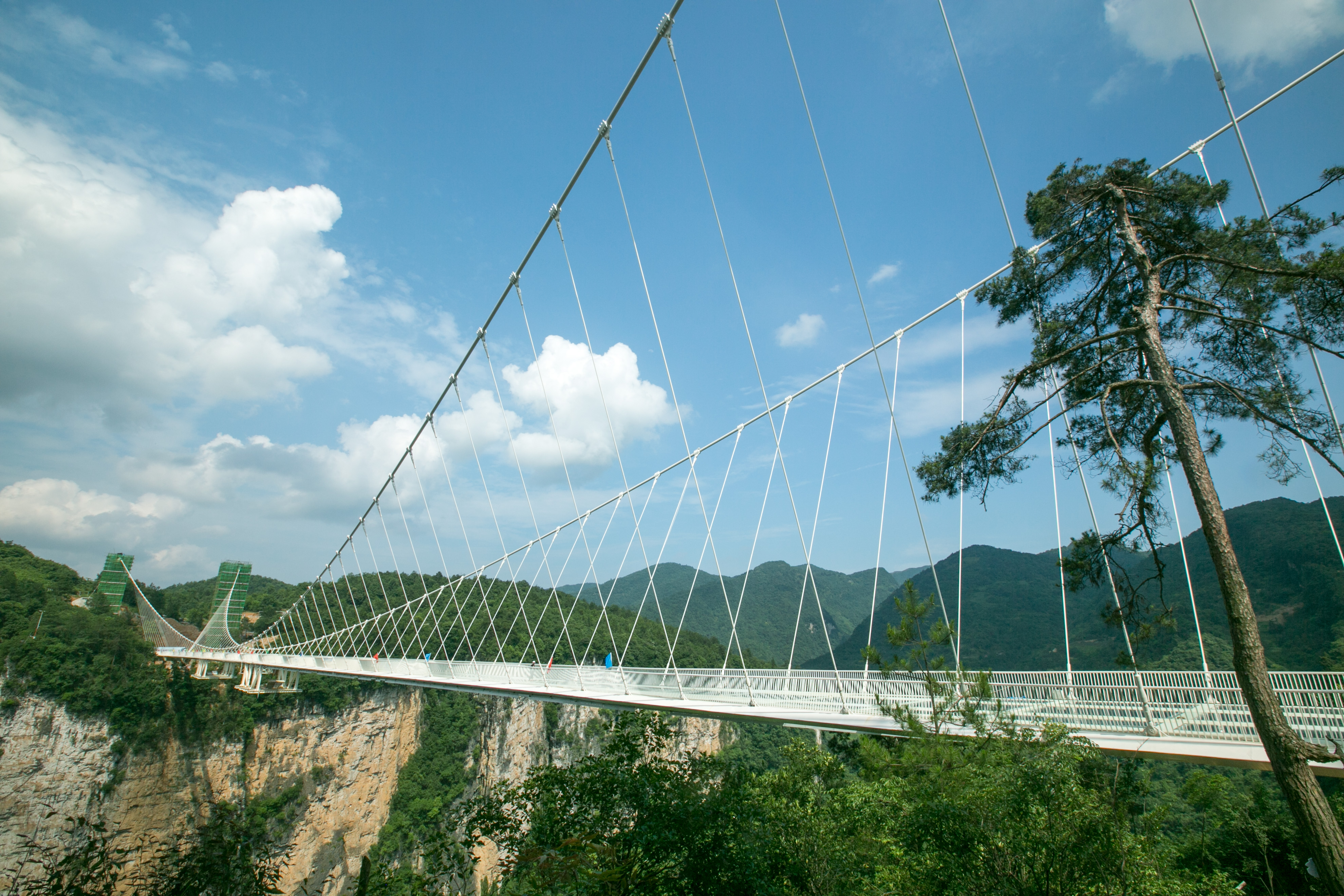
Pont de verre de Zhangjiajie.

L'Architecte du pont est Haim Dotan